# 363-as galileai földrengés
A 363-as galileai földrengés május 18-án és 19-én, két hullámban rázta meg a Római Birodalom Syria-Palestina provinciájához tartozó Galileát és a környező régiókat. A rengések intenzitása becslések szerint a VII fokozatot is elérhette mind az Európai Makroszeizmikus Skálán, mind a Medvegyev–Sponheuer–Kárník-skálán.[forrás?]

## Károk
A Názáret mellett észak-északnyugatra lévő Szepphórisz települése súlyos károkat szenvedett. A Kineret-tótól északra fekvő Nabratein zsinagógája elpusztult. A rengéshullámok a Galileától jóval délebbre fekvő Petra városát is elérték és jelentős károkat okoztak. A Vörös-tengeri kikötővárosban, Akabában is tártak fel a földrengésben részlegesen összeomlott épületet.
A földrengés miatt a jeruzsálemi templom Flavius Iulianus császár által engedélyezett újjáépítése félbeszakadt. Szalamaniusz Hermiasz Sozomenusz 5. század közepén írt Egyháztörténetében isteni közbeavatkozásnak tartja a földrengést, ami szerinte akkor tört ki, amikor a munkások az alap első köveit készültek lefektetni. A templom körüli épületek összeomlottak súlyos és halálos sérüléseket okozva. A munkájukhoz visszatérők közül egyeseket a kiásott alapból kicsapó tűz emésztette el, később pedig a kereszt jele jelent meg a munkások ruházatán, akik ezután letettek az építkezés folytatásáról és keresztény hitre tértek. Míg az ókori keresztény történetíró szerint a csodás eseményekkel kísért katasztrófa volt az építkezés megszakításának oka, modern történészek előtt világos, hogy a legfőbb ok egy hamarosan bekövetkező politikai változás volt: az uralkodó alig egy hónappal a természeti csapás után meghalt, és mivel utódja, Flavius Claudius Iovianus csak a keresztény vallást támogatta, a régi-új templom már nem készülhetett el.

## Fordítás
- Ez a szócikk részben vagy egészben  a   Galilee earthquake of 363 című angol Wikipédia-szócikk ezen változatának fordításán alapul.  Az eredeti cikk szerkesztőit annak laptörténete sorolja fel. Ez a jelzés csupán a megfogalmazás eredetét és a szerzői jogokat jelzi, nem szolgál a cikkben szereplő információk forrásmegjelöléseként.